# Matthias U Shwe
Matthias U Shwe (* 1. Dezember 1943 in Kamai; † 12. August 2021) war ein myanmarischer Geistlicher und römisch-katholischer Erzbischof von Taunggyi. 

## Leben
Matthias U Shwe studierte ab 1957 Philosophie und Katholische Theologie am Priesterseminar in Taunggyi. Am 12. April 1969 empfing er das Sakrament der Priesterweihe für das Bistum Taunggyi. Anschließend war U Shwe zunächst als Pfarrvikar in Han (1969–1970) und in Pekhon (1970–1972) tätig, bevor er Spiritual am Priesterseminar St. Joseph in Rangun wurde. Ab 1976 wirkte Matthias U Shwe als Regens des Priesterseminars in Rangun.
Papst Johannes Paul II. ernannte ihn am 20. Dezember 1979 zum Weihbischof in Taunggyi und zum Titularbischof von Uzippari. Die Bischofsweihe spendete ihm der Bischof von Taunggyi, John Baptist Gobbato PIME, am 13. Dezember 1980 in der Kirche Christ the King in Loi-kaw; Mitkonsekratoren waren Gabriel Thohey Mahn-Gaby, Erzbischof von Rangoon, und Paul Zingtung Grawng, Bischof von Myitkyina, sowie Sebastian U Shwe Yauk, Bischof von Toungoo. Sein Wahlspruch Vita et pax („Leben und Frieden“) stammt aus Röm 8,6 .
Am 18. Dezember 1989 bestellte ihn Johannes Paul II. zum Bischof von Taunggyi. Mit der Erhebung zum Erzbistum am 17. Januar 1998 wurde er zum Erzbischof von Taunggyi ernannt. Von 1994 bis 2000 war Matthias U Shwe zudem Präsident der Bischofskonferenz von Myanmar (MCBC).
Papst Franziskus nahm am 12. April 2015 seinen vorzeitigen Rücktritt an.